# Bouteloua longiseta
Bouteloua longiseta är en gräsart som beskrevs av Gould. Bouteloua longiseta ingår i släktet Bouteloua och familjen gräs. Inga underarter finns listade i Catalogue of Life.